# Phymatopsis palmatifida
Phymatopsis palmatifida là một loài dương xỉ trong họ Polypodiaceae. Loài này được Ching & P.C. Chiu mô tả khoa học đầu tiên năm 1982.
Danh pháp khoa học của loài này chưa được làm sáng tỏ. 